# Displasia de cadera (canina)

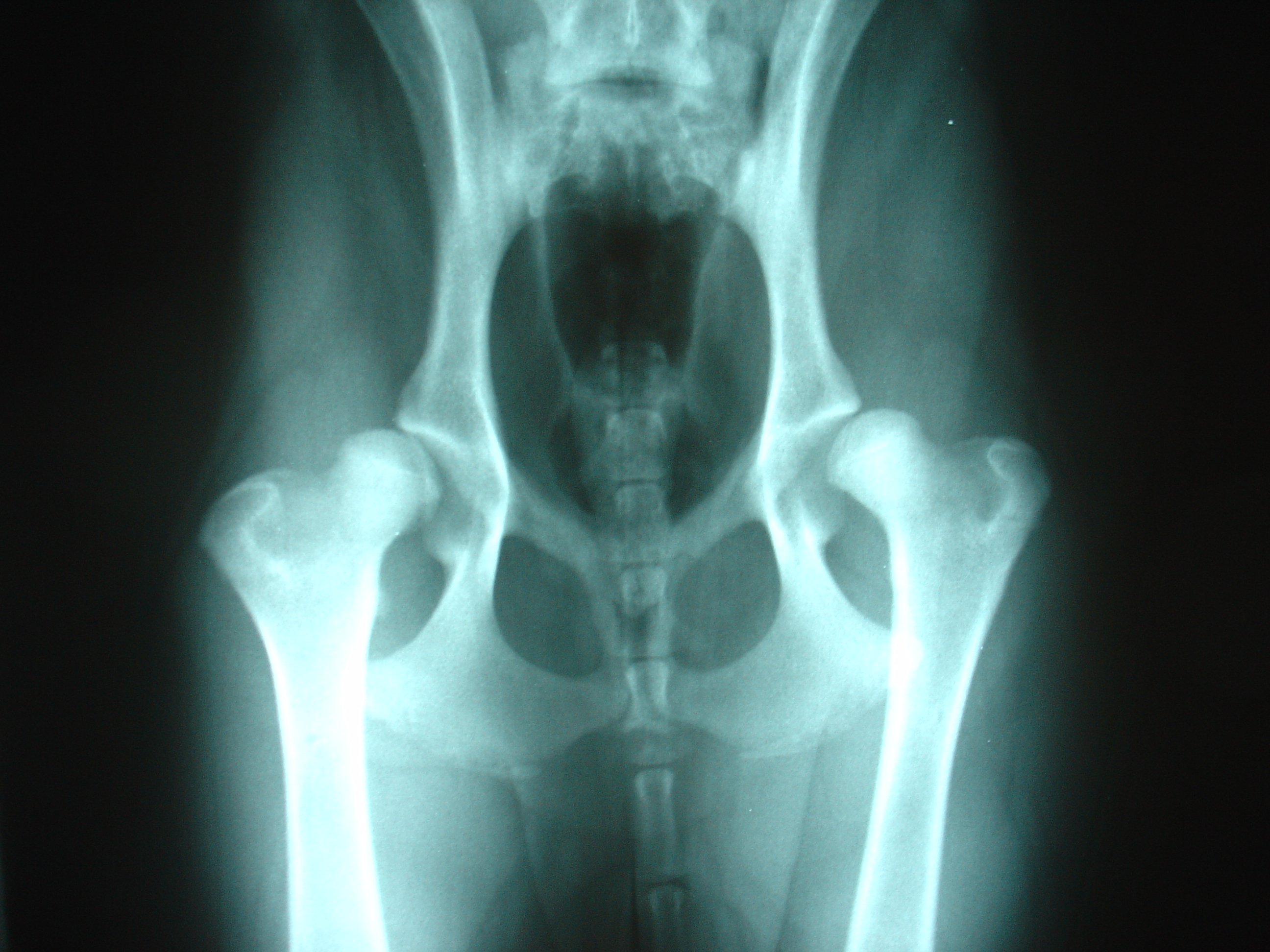
Displasia de cadera en un labrador retriever.

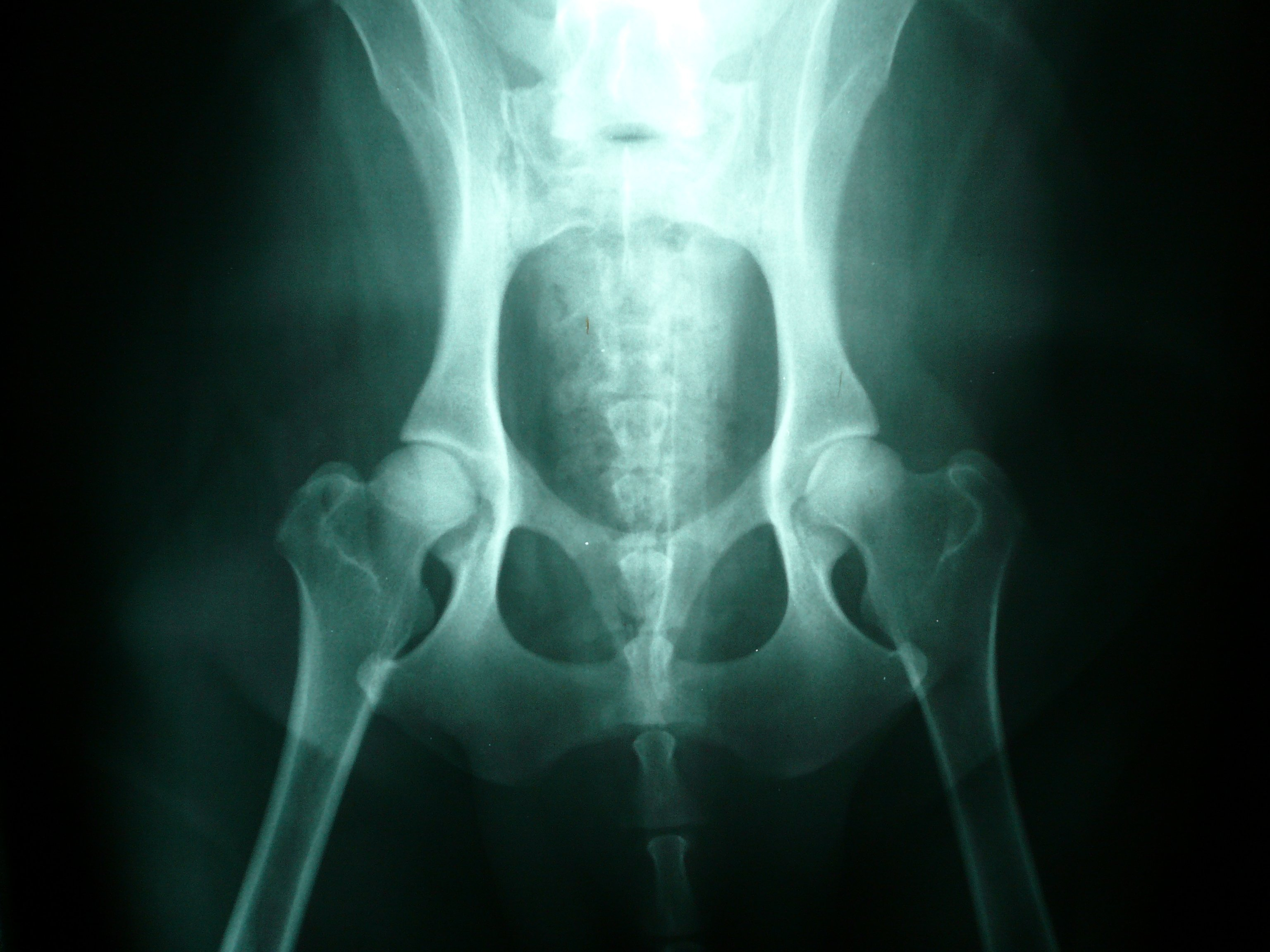
Caderas normales para la comparación.

La displasia de cadera es una enfermedad ósea, hereditaria, no congénita puesto que no se manifiesta en el nacimiento, sino que se desarrolla con el crecimiento de la pelvis y puede aparecer a partir de los cuatro o cinco meses de edad y, además, es degenerativa. Es producida por una malformación de la articulación coxofemoral (unión del acetábulo de la cadera con la cabeza femoral), que puede producir dolor e incluso cojera en el animal que la padece, y dificultad para sentarse o subir escaleras. La edad de presentación varía entre los cuatro meses en los casos más extremos y doce meses. Sin embargo, antes de los cuatro meses se puede realizar el test de PennHip donde se podrá precisar las probabilidades para que un cachorro desarrolle displasia, pero nunca diagnosticarla ya que no es hasta los cuatro meses cuando hay un desarrollo suficiente de las mismas. Los casos de displasia de cadera, por lo general, suelen ser bilaterales.
Afecta principalmente a razas caninas grandes o gigantes en las que hay un rápido aumento de peso y volumen corporal en un esqueleto inmaduro y a la vez con mineralización y calcificación tardías.
En la presentación de la displasia de cadera también intervienen factores ambientales como la alimentación, el ejercicio físico intenso, especialmente en edades juveniles, sobrepeso y alteraciones hormonales.

## Causas

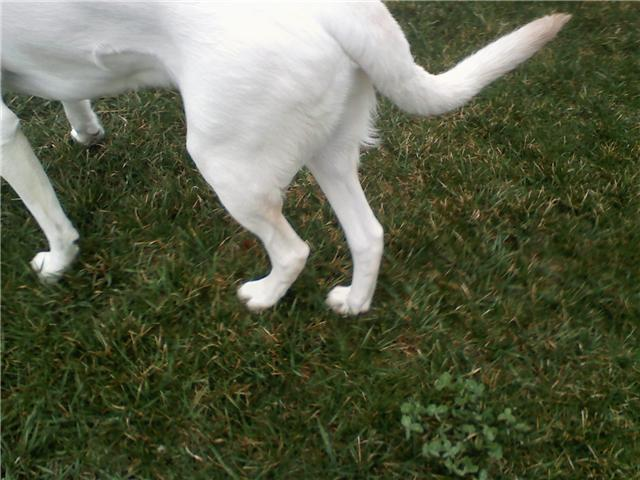
Un Labrador retriever de pie con las piernas traseras juntas para compensar la displasia de cadera.

La principal causa que es determinante es el factor genético. Sin embargo, existen factores que inciden en el desarrollo o agravamiento de los síntomas clínicos, como son un desarrollo muy rápido, el sobrepeso y el ejercicio excesivo y/o violento durante el crecimiento. Las razas propensas son las grandes y las gigantes, debido a su peso y a su rápido crecimiento. Otro de los factores que aumentan la velocidad de deterioro es la alimentación; si es inadecuada habrá más probabilidades de cambios fenotípicos adversos, llegando al caso en que puede hacer que el animal no pueda correr o incluso andar.
En julio de 2014 un grupo de investigación de California ha determinado una correlación entre la edad de castración de los cachorros y la displasia de cadera. En dicho estudio, que se realizó con una muestra de mil quinientos Labradores y mil quince Golden Retriever, se concluyó que cuando la castración se realiza prepuberalmente antes de los seis meses de edad, el índice de trastornos articulares (displasia de cadera, codo y rotura de ligamento cruzado anterior), se multiplica por dos en el caso del Labrador Retriever y por cuatro veces y media en el caso de los Golden Retriever.

## Gravedad
La gravedad de la displasia se puede medir si trazamos el denominado ángulo de Norberg. Éste consiste en trazar sobre una radiografía una línea que vaya desde el centro de una cabeza del fémur, al centro de la otra. Posteriormente, desde ambos extremos se traza otra línea que pase por el borde acetabular dorsal, formando así un ángulo con la anterior. Según la amplitud del ángulo, tenemos que:
- No se presenta displasia si es mayor de 105.º.
- Si mide entre 100°-105.º, el animal tiene displasia leve.
- Si mide entre 90°-100º, la displasia es moderada. Se acompaña de enfermedad degenerativa articular y aplanamiento del acetábulo.
- Si mide menos de 90°, la displasia es grave. Puede llegar a presentar luxación.

## Síntomas.
Estos son algunos de los síntomas que pueden hacernos sospechar de que nuestro perro padece Displasia de cadera.
- Disminución de la actividad física.
- Dificultad para subir escalones.
- El perro rechaza acciones como saltar, subir obstáculos o correr.
- Cojera principalmente tras realizar ejercicio físico, bien de forma persistente como en periodos intermitentes.
- Perdida de masa muscular en los muslos.
- Ganancia de masa muscular en los hombros producida porque el perro trata de descargar el peso de sus patas traseras sobrecargando las delanteras.

## Tratamiento

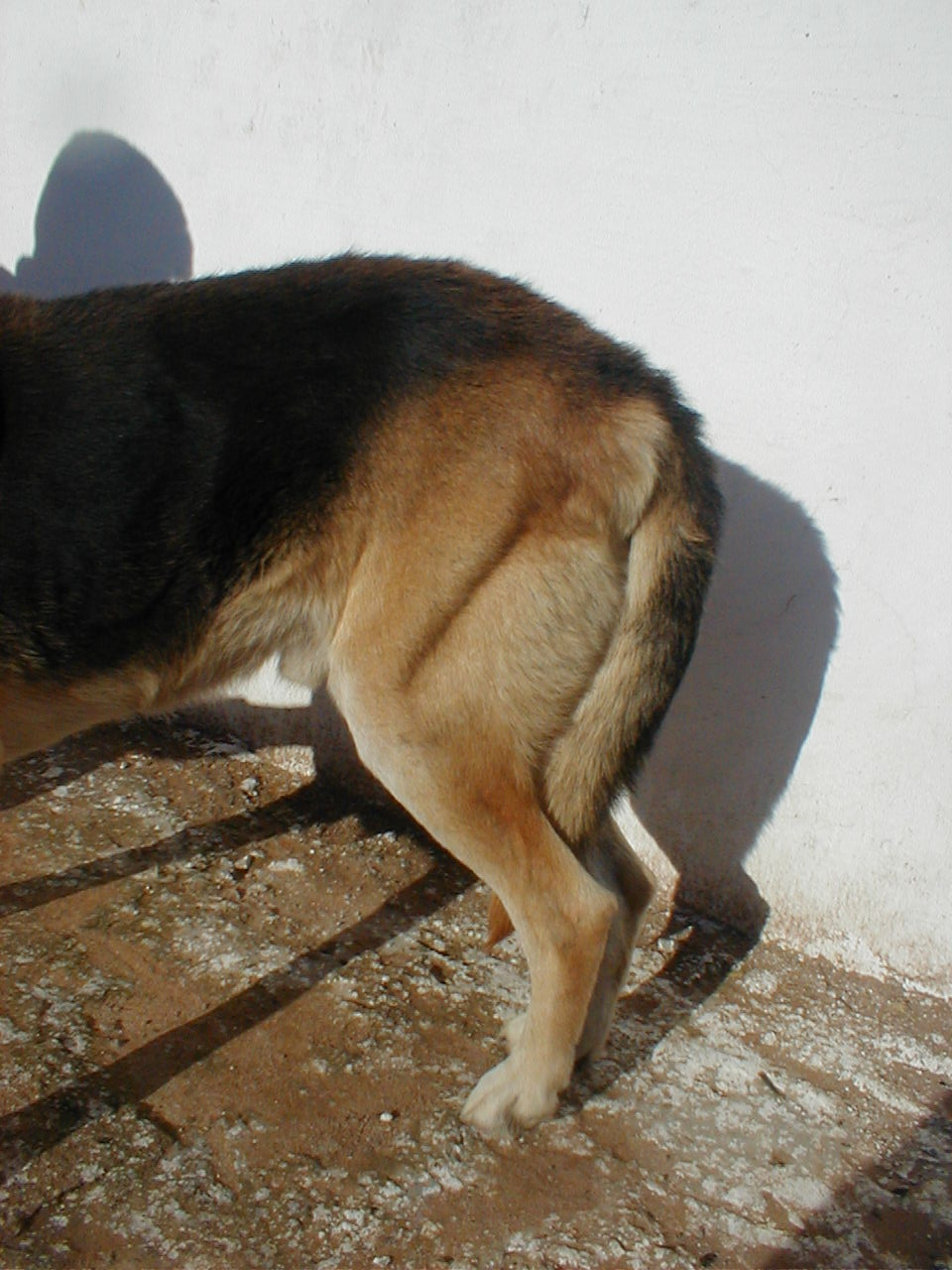
La atrofia muscular en el muslo después de una evolución de dos años de la displasia de cadera.

Existen varios grados de displasia, dependiendo de los cuales el tratamiento será conservador o quirúrgico.
El tratamiento conservador suele consistir en la administración de condroprotectores (durante largos períodos; que ralentiza el desarrollo de la enfermedad) y de antiinflamatorios/analgésicos (AINEs; en épocas de más dolor). La utilización de un soporte de cadera ayuda a reducir las molestias y la dosis de antiinflamatorios. También se ha observado buenos resultados reduciendo el sobrepeso y manteniendo al perro lo más delgado posible dentro de lo saludable, puesto que un menor peso del animal somete a menor estrés a las articulaciones enfermas.
El tratamiento quirúrgico ofrece diferentes posibilidades: hay tratamientos curativos y otros paliativos. En cuanto a los curativos destaca la Triple Osteotomía Pélvica y en los paliativos la Artroplastia por Excesión de la Cabeza del Fémur. Existen otras opciones quirúrgicas, similares a las de medicina humana, que consisten en la sustitución de la articulación de la cadera por una Prótesis, que bien puede ser cementada o no cementada.

## Prevención en perros
Es importante que al adquirir el cachorro se solicite un certificado oficial de que tanto los padres como los abuelos están libres de la enfermedad; mediante ésta norma de cría se han logrado resultados significativos en la reducción de su incidencia en Estados Unidos y en Europa.
No obstante, el que los padres estén libres de displasia no implica necesariamente que su descendencia no la desarrolle, pues es una enfermedad poligenética.
En el caso del Labrador Retriever, actualmente existe la prueba del «Dysgen» que cuenta con un 95% de fiabilidad.[cita requerida] La principal ventaja de esta prueba es que puede realizarse a las pocas semanas de vida, antes de la aparición de los signos radiológicos de displasia en cachorros. Además, resulta un método muy eficaz para evitar la propagación de genes por parte de los padres ya que éstos pueden ser portadores y no manifestar signos clínicos de displasia, algo que la prueba de Dysgen sería capaz de detectar. 
Otras consideraciones son: evitar el sobrepeso durante el crecimiento, no someter al cachorro a ejercicio excesivo, proporcionar al animal una dieta adecuada a sus necesidades y evitar que estén en suelos donde pueda resbalarse.
En casos acusados de displasia de cadera (o artrosis) el perro puede mantener parte de su movilidad utilizando silla de ruedas.
Silla de ruedas para perros
Es un aparato realizado con diversos materiales, se pueden encontrar hechas a medida en unos días o adquirir una autoajustable.
Útil para perros con amputaciones, inmovilidad total o parcial de las extremidades posteriores,
causado por enfermedades como: 
- Displasia de cadera.
- Hernia discal.
- Meningioma lumbar
- Artrosis

También es un auxiliar para los perros que tengan que realizar rehabilitación física, en ocasiones la
recuperación de la movilidad en extremidades posteriores llega a ser total.
Permite al perro realizar actividad física y recuperar su salud integral, evitando la pérdida de masa muscular y la creación de úlceras en la
piel debido al apoyo permanente. 
Este aparato ayuda al animal a recuperar la autonomía y estado físico en general.